# Satyrus prieuri
Satyrus prieuri är en fjärilsart som beskrevs av Pierret 1837. Satyrus prieuri ingår i släktet Satyrus och familjen praktfjärilar. Inga underarter finns listade.